# 小行星4313
小行星4313（4313 Bouchet）是一颗绕太阳运转的小行星，为主小行星带小行星。该小行星于1979年4月21日发现。

## 轨道参数
小行星4313的轨道半长轴为2.6535349 UA，离心率为0.013。